# Червонне
Черво́нне (каз. Червонное) — село у складі району імені Габіта Мусрепова Північноказахстанської області Казахстану. Адміністративний центр Червонного сільського округу.
Населення — 1075 осіб (2021; 1111 у 2009, 1302 у 1999, 1494 у 1989).
Національний склад станом на 1989 рік:
- росіяни — 49 %
- українці — 27 %.